# XIII SS Korps
Het XIII SS-Legerkorps (Duits: XIII. SS-Armeekorps) was een Duits legerkorps van de Waffen-SS tijdens de Tweede Wereldoorlog.

## Krijgsgeschiedenis XIII SS-Legerkorps

### Oprichting
Het XIII SS-Legerkorps werd op 1 augustus 1944 opgericht in Breslau.  Er waren geen gevechtseenheden beschikbaar, dus bestond het korps uit een aantal verzorgingseenheden en administratieve diensten.  Het was de bedoeling dat uit de restanten van de legerkorpsen, die bij Minsk waren vernietigd, een drietal nieuwe SS-korpsen zouden worden opgebouwd.    Na de uitbraak van de geallieerden uit het bruggenhoofd in Normandië stortte het westelijke front ineen. Het Duitse opperbevel verzamelde haastig reserves om de bres te dichten.  Op 3 september 1944 werd het hoofdkwartier van het korps verplaatst naar Lotharingen.  Als deel van het 1ste leger werd XIII SS-Legerkorps belast met de verdediging van de sector tussen Thionville en Arry-sur-Moselle.  Op 7 september kreeg het korps de opdracht om de vestingstad Metz te verdedigen en de Amerikaanse oversteek van de Moezel tussen Nancy en Metz te verhinderen. Op die dag nam het korps ook resten van het 35e Legerkorps (in Bobroejsk vernietigd) op. Het 82e Legerkorps nam de sector ten noorden van Metz over.
Het XIII SS-Legerkorps kreeg de beschikking over drie grenadierdivisies en enkele garnizoenseenheden.  Op papier waren de drie divisies van gelijke sterkte, maar in werkelijkheid waren er grote verschillen. De 17e SS-Pantsergrenadier-divisie Götz von Berlichingen had tijdens de gevechten in Normandië zware verliezen geleden en ze was naar Lotharingen teruggetrokken om opnieuw te worden uitgerust.  Twee SS-pantsergrenadier brigades werden ontbonden en de manschappen en materiaal werden gebruikt om de verliezen aan te vullen.  Ook kreeg de divisie 2.000 manschappen van de Luftwaffe.  Dit was grondpersoneel dat na het verlies van de vliegvelden in Frankrijk overbodig was geworden.  De 3e Pantsergrenadiersdivisie vormde de tweede divisie van het korps.  Ze was afkomstig vanuit Italië en bestond uit geharde veteranen, maar het tankbataljon en het genie-bataljon waren in Italië achtergebleven.  De divisie had wel de beschikking over 33 StuG III. De 559e Volksgrenadiersdivisie was pas opgericht en bestond uit manschappen van de Kriegsmarine en Luftwaffe.  In tegenstelling tot de reguliere infanteriedivisies bestond een volksgrenadiersdivisie uit twee regimenten in plaats van drie regimenten.  Het lagere aantal manschappen werd gecompenseerd door de grotere vuurkracht.  Meer dan de helft van de eenheden beschikte over halfautomatische wapens.  Een mengelmoes van bewakingstroepen, personeel en studenten van de militaire school in Metz en Duitse politie-eenheden waren gegroepeerd in Divisie Nr 462.

### Slag om Metz
Begin september 1944 had het Amerikaanse Derde Leger opnieuw voldoende voorraden ontvangen om de opmars naar Duitsland te hervatten.  Op 5 september 1944 ondernamen de Amerikanen een eerste poging om de Moezel over te steken.  Een regiment van de 80e Infanteriedivisie vormde een bruggenhoofd bij Pont-à-Moselle, maar ze stootten op de 3e Pantsergrenadiersdivisie, die zich op de heuvels had ingegraven. Na een hevig gevecht werden de Amerikanen de volgende dag terug over de rivier gedreven.
Meer naar het noorden had de Amerikaanse 5e Infanteriedivisie een bruggenhoofd gevestigd bij Dornot.  Het bruggenhoofd bij Dornot lag binnen het bereik van de Duitse kanonnen van fort Driand.  Deze vesting dateerde nog uit de Frans-Pruisische Oorlog en werd bemand door studenten van de militaire school. Ze beschikten over acht 150mm-kanonnen en twaalf 105mm-kanonnen. De Duitse zware artillerie verhinderde de aanleg van een brug. Generaal Priess stuurde een ander bataljon van de 17de SS-Pantsergrenadier-Divisie. Vanaf de heuvels hielden de Duitsers het bruggenhoofd onder vuur met mortieren en raketwerpers en ze verhinderden dat de Amerikanen verder konden oprukken.  De Amerikanen richtten hun aandacht verder naar het zuiden en op 10 september staken ze bij Arneville onder dekking van een rookgordijn de Moezel over. Gesteund door een tiental tanks probeerde een SS-pantergrenadiersbataljon de Amerikanen terug te drijven, maar de aanval werd afgeslagen. Voortdurende luchtaanvallen van P-47 Thunderbolts veroorzaakten zware verliezen onder de aanvallers. Vooral tanks en voertuigen werden getroffen. Toen een windvlaag het rookgordijn wegblies, begonnen de Duitse kanonnen van Fort Driand ook deze oversteekplaats te bestoken. De Amerikanen wisten een brug over de Moezel te leggen om versterkingen aan te voeren. Gedurende drie dagen probeerden de Duitse grenadiers het bruggenhoofd te vernietigen, maar de Amerikanen sloegen elke aanval af.
De strijd verplaatste zich meer naar het zuiden. De twee andere regimenten van de 80e Infanteriedivisie, gesteund door de 4e Pantserdivisie, zuiverden de westelijke oever van de Moezel en staken de rivier over bij Dieulouard en Marbache. Op 14 september ondernam de 3de pantsergrenadiersdivisie, gesteund door twee SS-pantsergrenadier bataljons, een poging om het bruggenhoofd bij Dieuloard te vernietigen.  Op hetzelfde moment staken de tanks van het Combat Command A de rivier over om bruggenhoofd te versterken.  De Amerikaanse tanks sloegen de aanval af, vernietigden meer dan 80 Duitse voertuigen en rukten 10 kilometer op naar het oosten. Vanuit het bruggenhoofd begonnen de Amerikaanse eenheden aan de omsingeling van Nancy.
Het XIII SS-Legerkorps gaf zijn pogingen op om de Amerikaanse bruggenhoofden te vernietigen en het trok zich terug naar een nieuwe defensieve positie. De 17e SS-Pantsergrenadiersdivisie strekte zich uit van Metz tot Sillegny. De 3e Pantsergrenadiersdivisie had veel van zijn slagkracht verloren bij de strijd om de bruggenhoofden.  De restanten trokken zich terug achter de Seille. De zuidelijke flank lag bij Landremont, waar ze contact maakten met de  553ste Volksgrenadiersdivisie, die Nancy had ontruimd en naar het noorden was verplaatst. De 17de SS-Pantsergrenadier divisie had zijn krachten versnipperd in verschillende aanvallen. Om die aanvallen uit te voeren, had generaal Priess de westelijke oever van de Moezel ontruimd.  Enkel Divisie Nr.462 bevond zich nog ten westen van de rivier. De kadetten en administratief personeel hadden zich verschanst in Fort Driand. Op 27 september 1944 begon de Amerikaanse aanval op dit fort. Gesteund door artillerie en bommenwerpers vielen twee regimenten het fort aan. Op 8 oktober 1944 staakte het Derde Leger de aanval.
Op 21 september 1944 kreeg het 1e Leger opdracht om de aanval van het 5e Pantserleger te ondersteunen.  Het 5e Pantserleger was op 17 september begonnen met een aanval op de zuidelijke flank van het 12e Korps aan, maar ondanks zware verliezen was er geen resultaat geboekt.  Het  XIII SS-Legerkorps moest bos van Grémecey veroveren.  Vanuit deze positie konden ze de oostelijke toegangsweg naar Nancy beheersen en generaal Priess hoopte een bres in de Amerikaanse linie te slaan.  Hij wierp delen van de 559e Volksgrenadiersdivisie en de Panzerbrigade 106 “Feldherrnhalle” in de strijd.
Op 27 september begon de Duitse aanval. Een bataljon grenadiers, gesteund door een compagnie Panthers, brak door een Amerikaanse blokkade op de weg Chambrey-Pettoncourt.  Ze bereikten Pettoncourt, waar een brug over de Seille lag.  De Amerikaanse 155mm kanonnen bestookten de aanvallers, die zich naar Chambrey terugtrokken.  Een tweede Duitse colonne probeerde Grémecey te veroveren, maar Amerikaanse luchtafweer sloegen de aanvallers met zware verliezen terug.  De Amerikaanse kanonnen bestookten het open terrein tussen het bos van Grémecey en Château-Salins zodat de Duitsers hun aanvallende colonnes niet konden versterken.  De volgende dag wierp generaal Priess de rest van de 559e Volksgrenadiersdivisie in de aanval.  Langs de bosrand kwam het tot hevige gevechten, maar de Amerikaanse linie hield stand.  Vooral de Amerikaanse artillerie veroorzaakte zware verliezen. Op 29 september verplaatste de strijd zich naar Fresnes.  De Amerikanen probeerden de Duitsers uit het bos te verdrijven, maar de Duitsers hadden zich stevig ingegraven.  In het dichte bos lagen de linies minder dan 200m van elkaar. Het Duitse 1e Leger gaf generaal Priess opdracht de aanval af te breken, maar hij was vastbesloten nog een poging te ondernemen.  Op 30 september zette hij twee nieuwe grenadiersbataljons in.  Op verschillende plaatsen braken de Duitsers door de Amerikaanse linie.  Onder dekking van mist trokken ze verder het woud in.  Generaal Eddy, commandant van het 12de korps, moest zijn laatste reservebataljon inzetten om de gaten te dichten. In de loop van de dag kwam het korpshoofdkwartier onder Duitse vuur te liggen en verschillende stafofficieren werden gedood. Generaal Eddy vroeg toestemming om het woud te ontruimen en achter de Seille terug te trekken. Generaal Patton, bevelhebber van het Amerikaanse 3de leger, weigerde en hij beloofde de 6de pantserdivisie als versterking.
Gedurende de nacht begon generaal Priess zijn troepen terug te trekken.  De volgende ochtend veroverden de tanks de heuvelrug bij Fresnes en zuiverden het woud van de achtergebleven Duitsers.  De restanten van de 559ste Volksgrenadiersdivisie vormden een nieuwe linie op de heuvelrug van Château-Salins.  De Amerikanen hergroepeerden zich en hun artillerie bestookte de heuvelrug.  De Duitse grenadiers leden zware verliezen en ze trokken verder in de vallei van de Seille terug.
Na dit Amerikaanse succes stabiliseerde het front zich in oktober 1944. Generaal Patton kreeg geen toestemming om een nieuw offensief in te zetten, want de gevechten rond Arnhem kregen de prioriteit.  Het Amerikaanse 3e Leger begon met een uitgebreid oefenprogramma, waarbij de eenheden werden getraind in het bestormen van de vestingwerken.  Het Duitse opperbevel maakte gebruik van de pauze in de gevechten om een aantal eenheden te verplaatsen.  De beste divisies werden naar het noorden gestuurd om deel te nemen aan het Ardennenoffensief en er bleven een aantal verzwakte eenheden achter.  Het XIII SS-Legerkorps beschikte over drie grenadiersdivisies.  De 559ste Volksgrenadiersdivisie verdedigde in de vallei van de Seille de sector van Malaucourt en de 48e Infanteriedivisie verdedigde het gebied van Malaucourt tot Eply, waarbij hun voornaamste verdedigingslinie zich op de heuvelrug bij Delme.
Op 8 november 1944 begon het Amerikaanse offensief voor de verovering van Metz.  De 80e Infanteriedivisie stak de Seille over en dreef de 559e Volksgrenadiersdivisie naar het noordoosten.  Meer naar westen werd de 48e Infanteriedivisie verdreven van de heuvelrug bij Delme.  Een gevechtsgroep van de 17e SS-Pantsergrenadiersdivisie deed een tegenaanval, maar de rug bleef in Amerikaanse handen.  Generaal Priess kreeg de opdracht om de bres in het front te dichten, maar er waren geen reserves beschikbaar.  Op 13 november kreeg hij een regiment van de 36e Volksgrenadiersdivisie, maar het telde slechts 400 man en beschikte nauwelijks over munitie.  Een dag later werd ook de 21e Pantserdivisie aan het XIII SS-Legerkorps toegevoegd.  De pantserdivisie telde slechts 19 tanks, 3 gemechaniseerde kanonnen en 4 bataljons met een sterkte van 70 soldaten.  Met deze versterkingen kon generaal Priess de Amerikaanse aanval slechts vertragen.  Op 15 november begon het 1ste leger Metz te ontruimen.  Eén divisie van het leger bleef achter in de vier forten rond de stad en de andere divisies trokken zich terug naar de Westwall.
Het XIII SS-Legerkorps werd gevormd door de 36e Volksgrenadiersdivisie, de 17e SS-Pantsergrenadiersdivisie en Kampfgrüppe Muehlen, dat de restant vormde van de 559e Volksgrenadiersdivisie.  Het korps trok zich langzaam terug en begin december bezette het een positie van Saarlouis tot Bliesbruck.

### Operatie Nordwind
Bij het begin van Operatie Nordwind kreeg het XIII SS-Legerkorps, bestaande uit twee volksgrenadiersdivisies en de 17e SS Pantsergrenadiersdivisie, de opdracht om ten oosten van Rohrbach de geallieerde line te doorbreken en dan door de Saar vallei op te rukken in de richting van Pfalzburg.  Op 31 december 1944 zette het korps de aanval tegen de Amerikaanse 44e Infanteriedivisie en de 100e Infanteriedivisie.   De Amerikaanse eenheden hadden een sterke verdediging in de diepte opgebouwd op de heuvelrug ten oosten van de vallei.  Na drie dagen veroverden de Duitsers Groß-Rederchingen en hun voorhoede stootte de volgende dag door naar Achen.  Vanuit dit dorp leidde een weg naar de Saar, maar de Duitse aanval was vastgelopen.  Generaal Priess gaf zijn troepen opdracht om zich in te graven.

### Strijd in Duitsland
Op 15 maart 1945 begon Operatie Undertone.  De drie korpsen het Amerikaanse 7e Leger hadden als opdracht de Duitsers van de linkeroever van de Rijn te verdrijven en een bruggenhoofd over de rivier te vestigen tussen Mainz en Mannheim.  Het XIII SS-Legerkorps vormde het centrum van het 1e Leger.  De drie onderbemande divisies van het korps beschikten nauwelijks over tanks, gemechaniseerde kanonnen en brandstof.  Ze hadden zich verschanst in de oude bunkers van de Maginotlinie.  Mijnenvelden, bunkers, prikkeldraad en anti-tankversperringen vertraagden de Amerikaanse opmars meer dan het verzet van de verdedigers.  Een bataljon van de 17e SS Pantsergrenadiersdivisie ondernam een tegenaanval met 9 StuG III, maar de Amerikaanse jachtbommenwerpers joegen de aanvallers uiteen.  Op de avond van 16 maart hadden de Amerikanen een bres geslagen in de linie van de naburige korpsen en het XIII SS-Legerkorps begon zich terug te trekken naar de Westwall.  Hun achterhoede werd bedreigd door de opmars van het 3e Amerikaanse Leger in de richting van Kaiserslautern.
De Amerikanen slaagden er niet in om het XIII SS-Legerkorps uit de Westwall te verdrijven.  Gedurende twee dagen werden de Duitse posities bestookt met mortieren, 155mm kanonnen en jachtbommenwerpers.  Op 20 maart viel Kaiserslautern en was de belangrijkste terugtocht naar de Rijn afgesneden.  Generaal Simon kreeg toestemming om zijn eenheden over de Rijn terug te trekken.  De enige route liep door het Haardtgebergte en het Paltserwoud.   Deze weg werd voortdurend bestookt door geallieerde vliegtuigen.  Naarmate de Duitse eenheden dichter bij de Rijn kwamen, ontaardde de terugtocht in een vlucht.  De weg werd geblokkeerd door vernietigde voertuigen, achtergelaten wapens en weggeworpen uitrusting.  Op 22 maart 1945 sneuvelde de commandant van de 17de SS Pantsergrenadiersdivisie, SS-Standartenführer Fritz Klingenberg.   Het Duitse opperbevel wilde een tweede Remagen vermijden en ze bliezen alle bruggen over de Rijn op.  Enkel de brug bij Germersheim werd behouden.  Op 23 maart 1945 trokken de laatste Duitsers zich over de rivier terug en ze bliezen ook deze brug op.
Onmiddellijk na de oversteek kreeg het XIII SS-Legerkorps de beschikking over alle troepen van Germersheim tot aan Speyer.  Nadat de geallieerden de Rijn hadden overgestoken, werd het hoofdkwartier verplaatst naar de Neckar, maar onder druk van de geallieerde opmars verplaatste het hoofdkwartier zich enkele dagen later naar Rothenburg. Op 1 april 1945 had het korps een gevechtssterkte van 7.000 man, voornamelijk afkomstig van de 17e SS Pantsergrenadiersdivisie.  Naarmate het einde van de oorlog naderde, werd de houding van de Waffen-SS’ers fanatieker.  In Creilsheim hingen ze verschillende burgers op, die enkele leden van de Hitlerjugend hadden ontwapend.  Tientallen deserteurs werden ter plaatse neergeschoten.  Na de nederlaag bij Heilbronn trok het korps naar Tauber vallei, waar een korte strijd werd geleverd met de Amerikaanse 4de pantserdivisie. De Duitsers trokken zich verder terug naar Neurenberg, waar het grootse deel van het korps werd vernietigd tijdens de slag om Neurenberg.  Op 29 april 1945 probeerden de overlevenden de krijgsgevangen van het kamp Stalag VII-A bij Moosburg als gijzelaar te gebruiken om over de Isar te ontsnappen.  Na een kort gevecht werd het kamp bevrijd en de Duitsers vluchten naar het zuiden.  Op 5 mei 1945 capituleerde het XIII SS-Legerkorps in Tirol.

## Commandanten
| Rang                                         | Naam           | Begin           | Eind            |
| -------------------------------------------- | -------------- | --------------- | --------------- |
| SS-Gruppenführer en generaal in de Waffen-SS | Hermann Priess | 7 augustus 1944 | 20 oktober 1944 |
| SS-Gruppenführer en generaal in de Waffen-SS | Max Simon      | 20 oktober 1944 | 5 mei 1945      |